# Chetham's Library

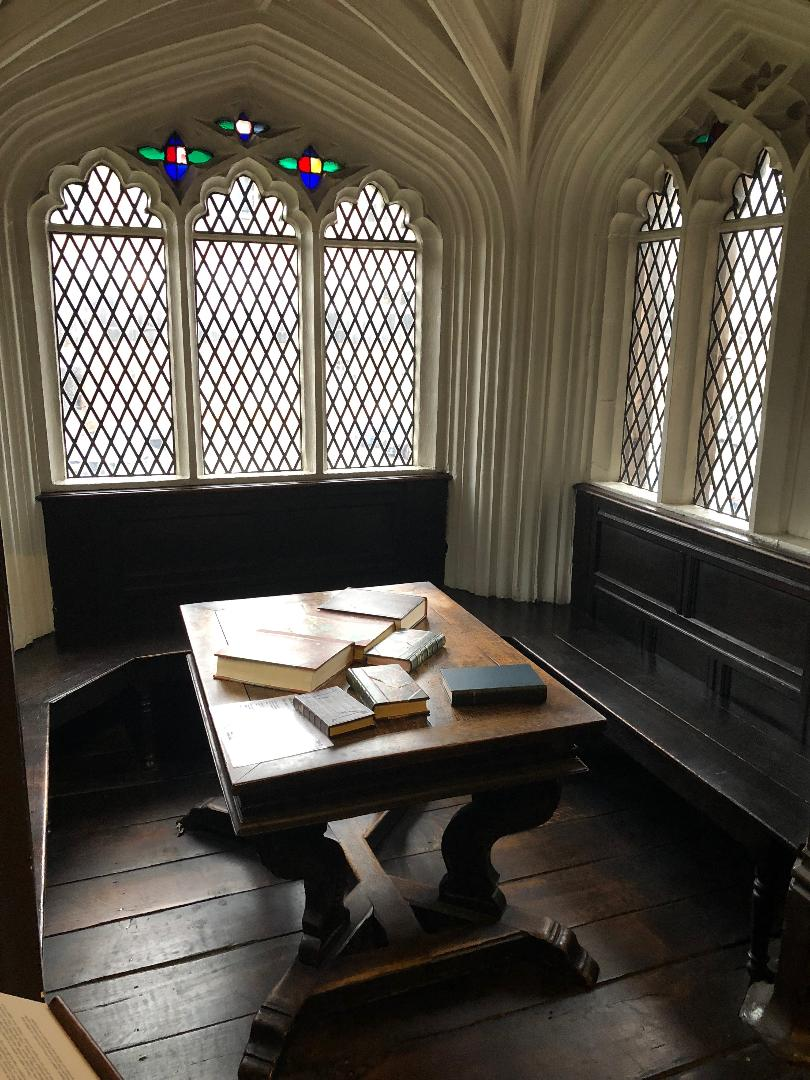
Fönsteralkoven, där Karl Marx och Friedrich Engels studerade.

Chetham's Library är ett brittiskt privat bibliotek i Manchester, som är det äldsta biblioteket med tillgång för allmänheten i Storbritannien. Det grundades 1653 tillsammans med Chetham's Hospital School enligt Humphrey Chethams testamente som ett skolreferensbibliotek och har hela tiden varit öppet sedan dess, organiserat som en fristående välgörenhetsstiftelse med gratis tillgång för sina besökare.
Biblioteket har över 100 000 volymer tryckta böcker, av vilka 60 000 utgavs före 1851. Det ingår samlingar av 1500- och 1600-talsböcker, tidskrifter, ettbladstryck och accidenstryck. Senare inköp har gjort biblioteket specialiserat på tryck om Manchesterregionen och Lancashire.

## Historik
Biblioteket ligger i en sandstensbyggnad från 1421, som ursprungligen uppfördes som ett prästkollegium på platsen för Manchester Castle, ett befäst herrehus vid sammanflödet av floderna Irwell och Irk. Det medeltida Manchester växte upp runt borgen och den församlingskyrka, som så småningom blev Manchester Cathedral. Där uppfördes också 1515–1518 Manchester Grammar School. Denna skola upplöstes 1547 och öppnades igen som en katolsk stiftelse av drottning Maria I. Den upplöstes en gång till av den protestantiska drottningen Elizabeth I. År 1653 köptes de tidigare kollegiebyggnaderna med donationsmedlen efter Humphrey Chetham för att användas för ett referensbibliotek, främst för användning av elever i den då enda privata skolan i norra England. Det inköptes en större samling böcker och manuskript med ämnen som täckte ett brett kunskapsområde och som i storlek och kvalitet kunde mäta sig med universitetsbiblioteken i Oxford och Cambridge. I enlighet med Humphrey Chethams testamente kedjades böckerna fast vid bokhyllorna. Praktiken att kedja fasta böckerna upphörde vid mitten av 1700-talet, då trägrindar sattes upp framför framför bokhyllegångarna för att hindra stöld.
Böckerna var till en början inte katalogiserade och placerades i bokhyllorna i storleksordning. Den första katalogen tillkom 1751. Den var på latin och tog enbart upp böckernas storlek och ämne. 24 snidade stolar i ek med S-formade karmar, vilka används än idag, erbjöds som sittplatser för bokläsarna.
Chetham's var mötesplatsen för Karl Marx och Friedrich Engels, när Marx besökte Manchester sommaren 1845. Det finns idag faksimiler av de böcker i nationalekonomi som de studerade, att beskåda på ett bord i den fönsteralkov de då använde. Deras forskning i biblioteket ledde till slut till publiceringen av deras gemensamma verk Det kommunistiska manifestet.
Utbyggnader gjordes av J. E. Gregan på 1850-talet, av Alfred Waterhouse 1878 och J. Medland Taylor 1883–1895. Manchester Grammar School utvidgades längs Long Millgate 1870. Skolan flyttade till Fallowfield på 1930-talet. Efter att ha stått tom i många år, förstördes byggnaden under andra världskriget, varefter bara dess yngsta byggnad kvarstod intakt. Denna blev en del av Chetham's School of Music 1978 och inrymmer en del av Chetham's Library.

## Bildgalleri

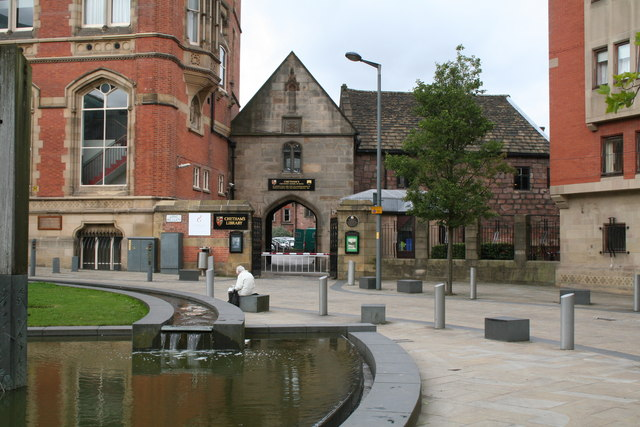
Entrén till Chetham's Library
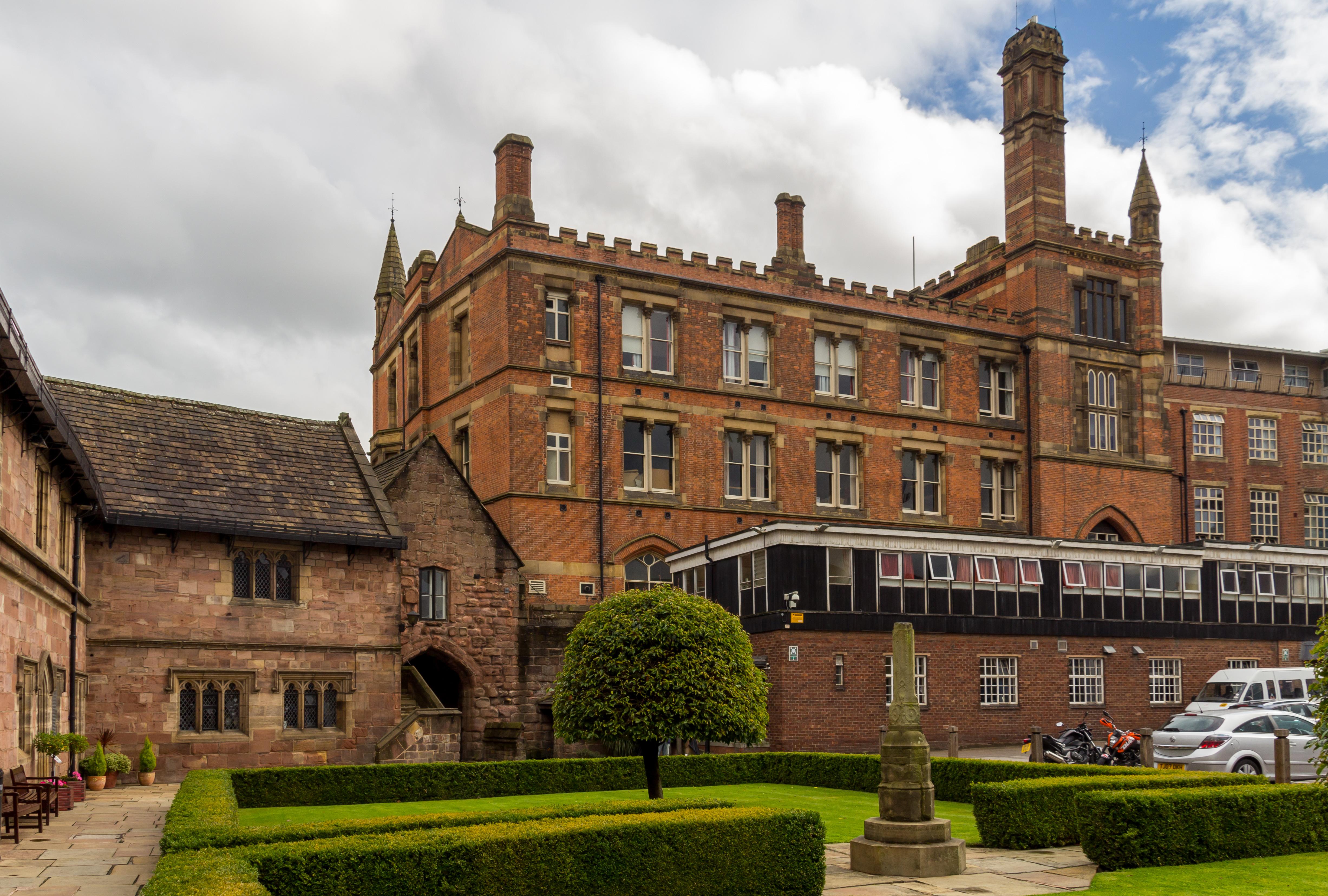
Chetham's Library
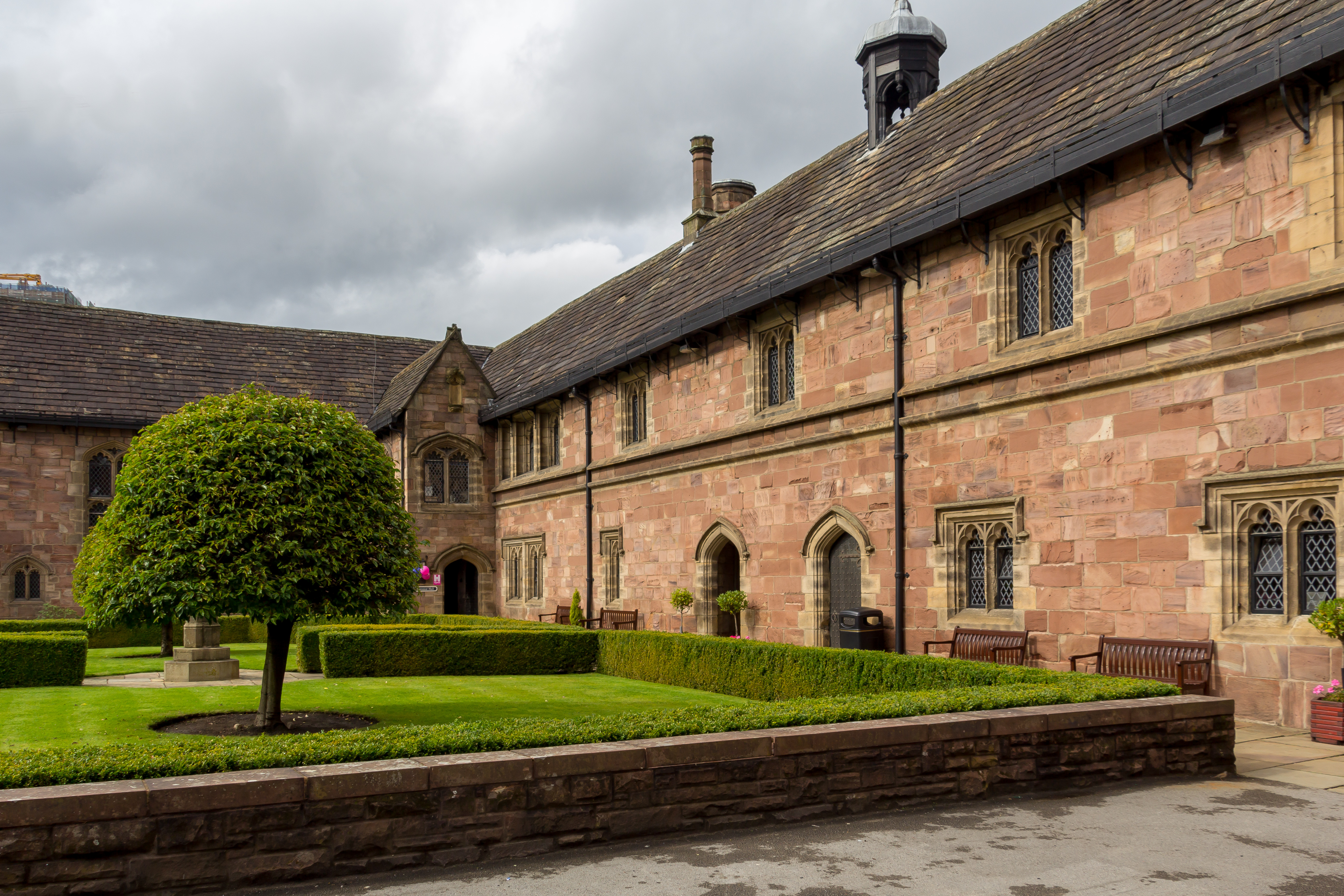
Chetham's Library
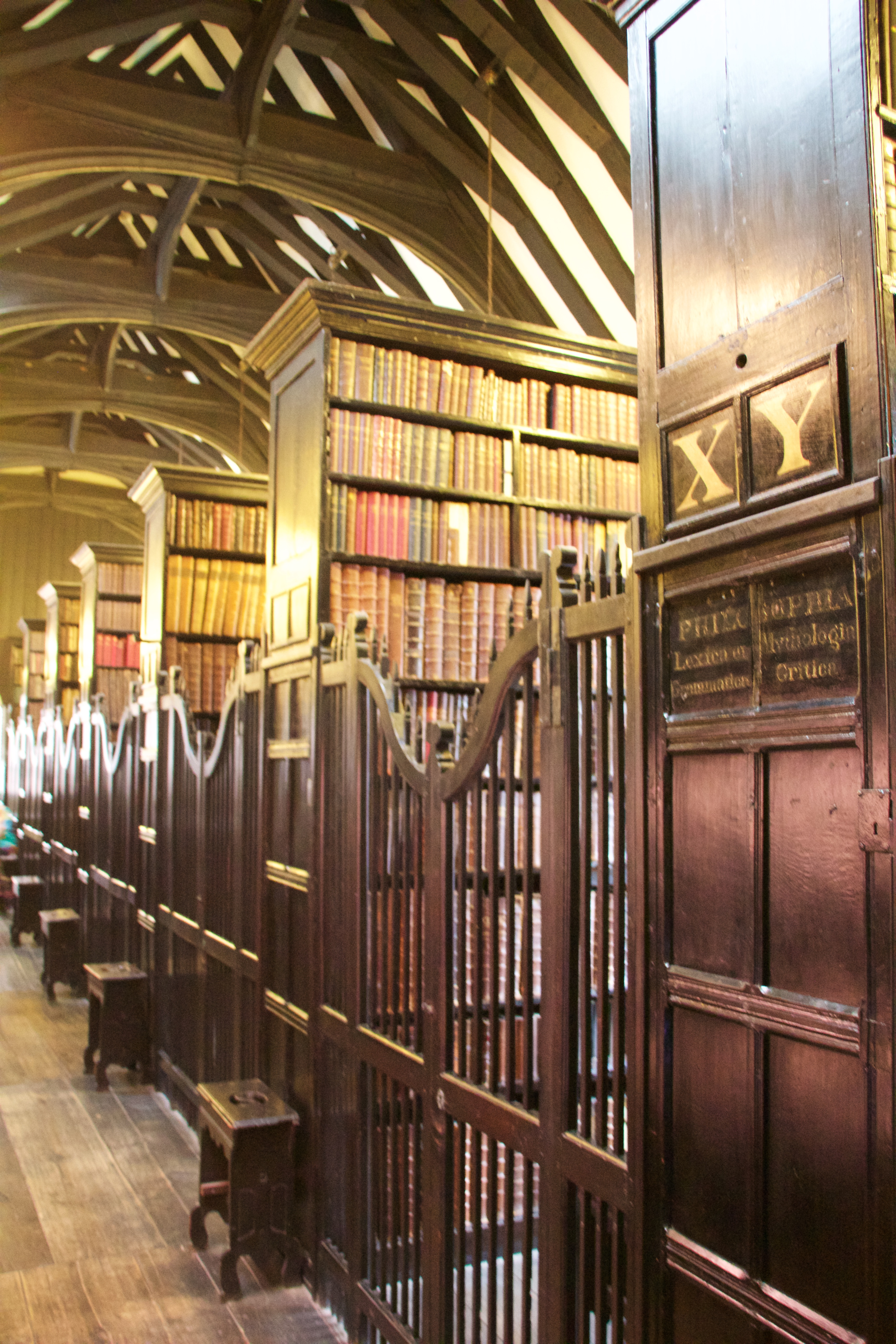
Bokhyller med trägrindar framför gångarna emellan
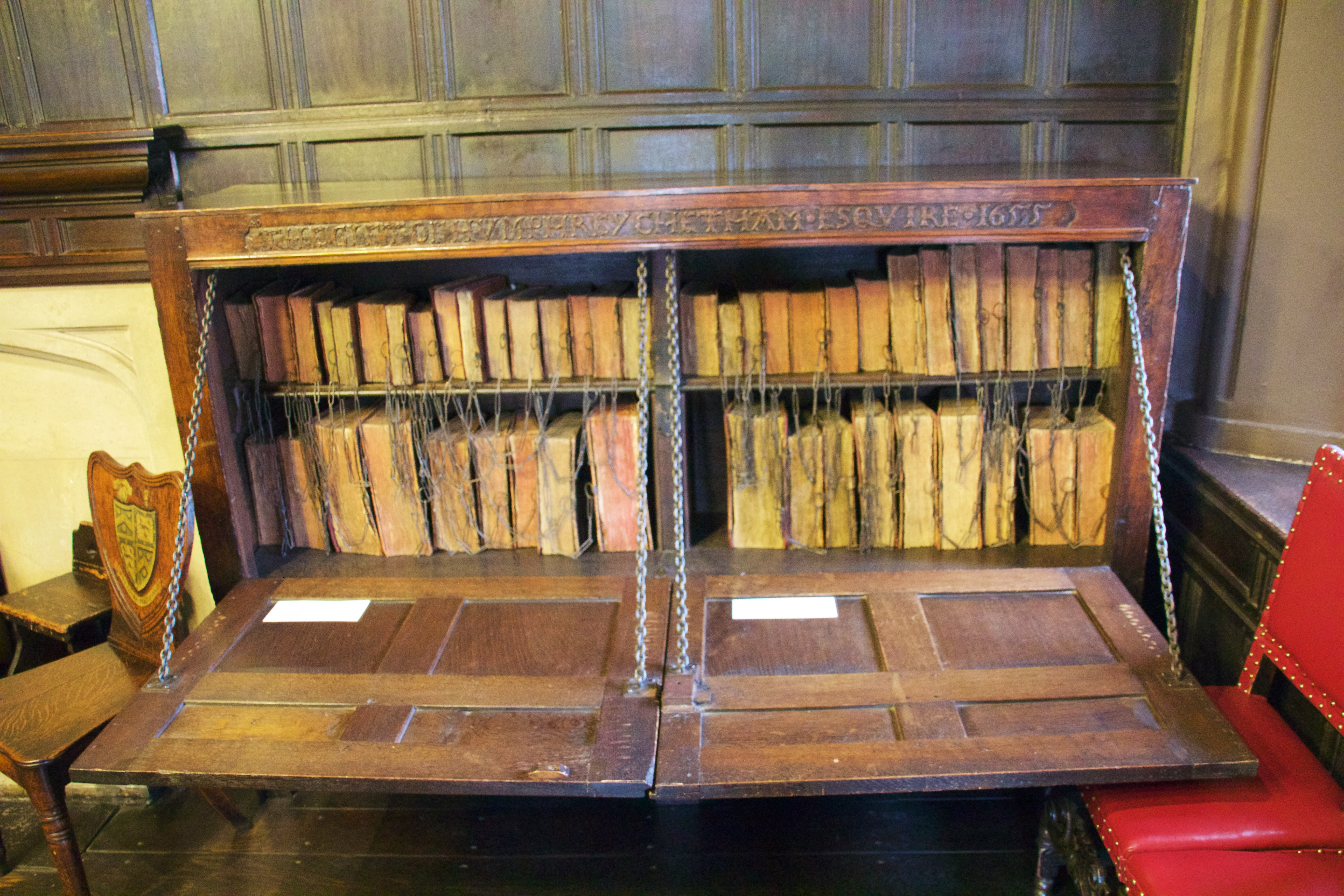
Bokhylla med läsbord
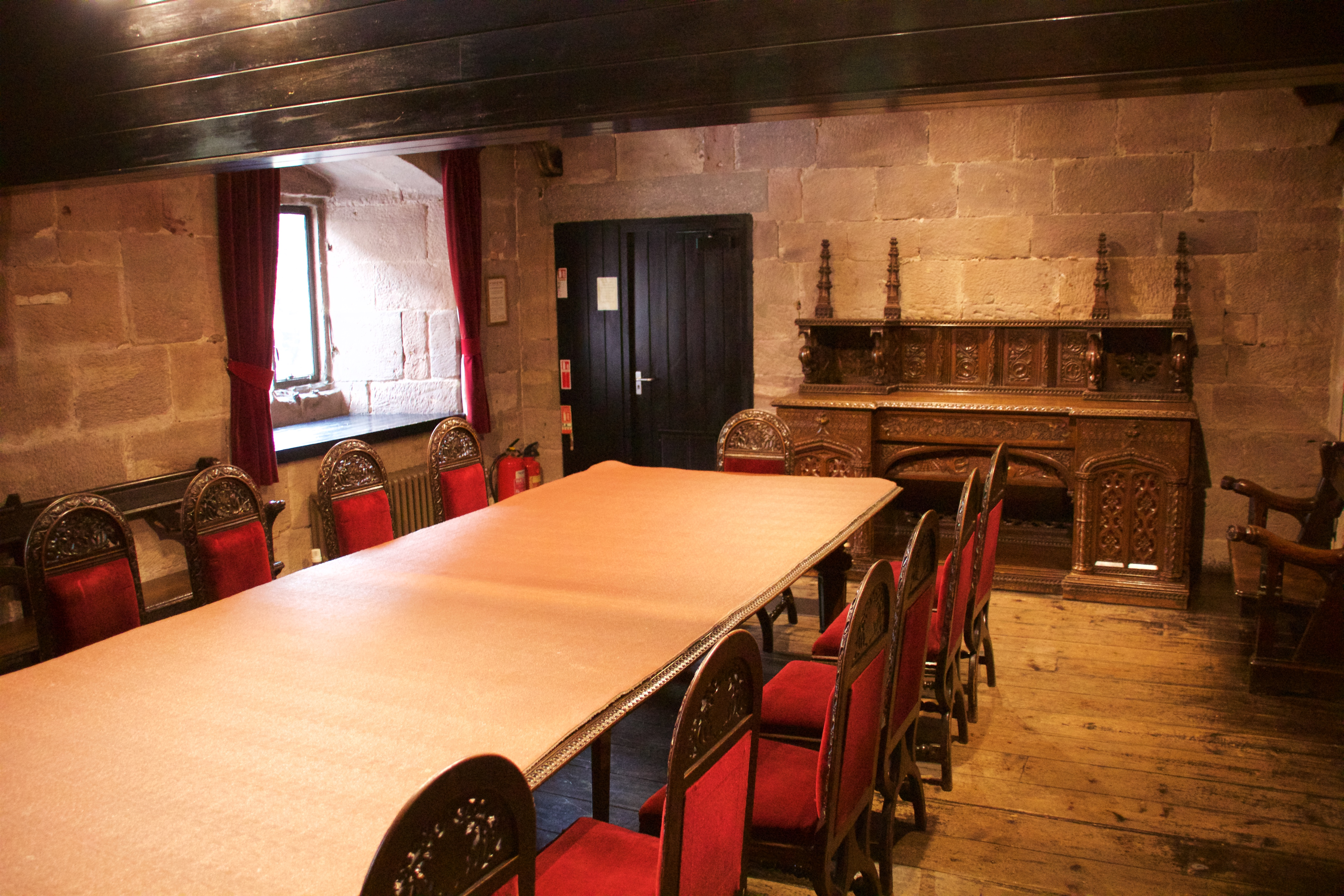
Interiör
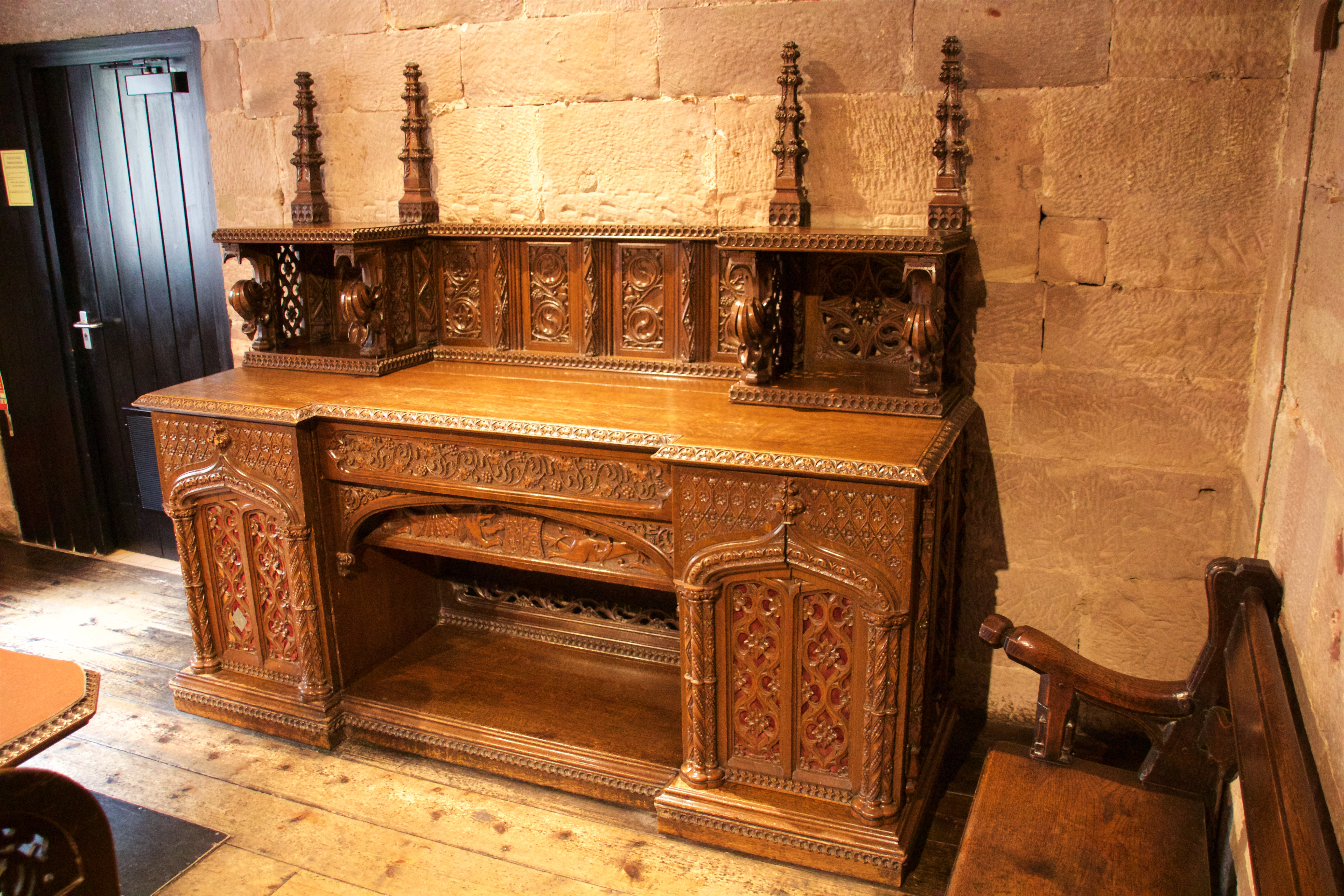
Snidad bänk
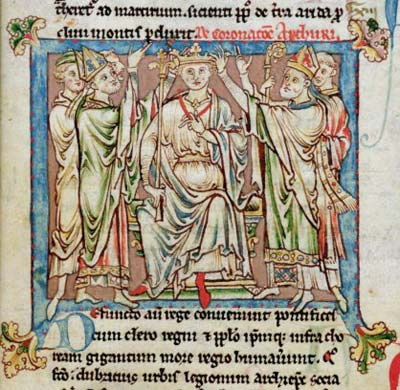
Kung Artur i Flores Historiarum från 1200-talet